# Cosmópolis
Cosmópolis este un oraș în São Paulo (SP), Brazilia.